# 전진 (지진)
전진(前震, Foreshock)은 큰 지진이 오기 전에 오는, 시간과 공간적으로 서로 연관된 작은 지진이다. 여진이 더 큰 경우에 앞의 것이 전진으로 분류진다. 하지만 전진의 정의 자체가 명확하지 않으며, 현대 과학 기술로는 본진 이전에 특정 지진이 전진이라고 단정짓기는 불가능하고 전진, 본진, 여진을 구분하는 것은 일련의 모든 지진이 다 일어난 후에만 정의가 가능하다.

## 발생
대부분의 지진은 갑자기 큰 본진이 발생하고 그 이후로 여진이 발생하는 "본진-여진형" 지진이 발생한다. 하지만 실제로는 발생하는 지진의 규모가 다양하고 때로는 전진이 본진으로 혼동되는 편이다. 예를 들어 일본에서 동일본대진재를 일으킨 2011년 도호쿠 지방 태평양 해역 지진(Mw9.1)은 본진 발생 이틀 전에 M7.3, 최대진도 5약의 지진이 발생했으며 2016년 구마모토 지진의 경우에는 규모 M6.5, 최대진도 7의 지진 발생 이틀 뒤에 M7.3, 최대진도 7의 지진이 발생했다. 이 두 지진은 본진이 발생하기 전까지는 '본진'이라고 부르다가 나중에 본진이 발생한 후에는 전진이었다고 수정했다. 이후 일본 기상청은 전진, 본진이라는 정의 자체를 없애고 모든 흔들림을 '지진'이라고 통일해서 혼란을 최소화시키고 있다.
전진 활동은 모든 감지 가능한 중형 이상의 지진 중 40%에서, 규모 M7.0 이상의 모든 지진 중 70%에서 일어나는 것이 보고되었다. 전진은 본진이 일어나기 수 분 전에서 심지어는 수 일 전에 일어나기도 한다. 극단적인 예로는 2004년 인도양 지진해일의 전진으로 기록된 2002년 수마트라 지진은 본진이 일어나기 2년 전에 일어난 지진이다.
규모 M8.0 이상의 일부 큰 지진의 경우에는 전진 활동이 아에 보이지 않는데, 1950년 아삼-티베트 지진의 경우에는 어떠한 전진 활동 없이 일어났다.
전진 활동의 증가 여부는 개별 지진에 대해서는 정량화하기 어렵지만 여러 지진 발생 결과를 합쳐 대략적으로 유추할 수 있다. 이런 관측 결과 전진 이전 지진 발생의 증가는 역멱법칙 형식을 따른다. 이는 전진으로 해당 지역의 응력이 변화해 본진이 발생하는 것이거나, 전진의 증가 자체가 해당 지역의 전반적인 응력 증가와 관련성이 있을 가능성이 있다.

## 원리
많은 경우 전진은 단층핵형성 과정 이전 준비 과정에서 발생한다는 이론이 있다. 한 단층 파열 모델에 따르면 핵형성 과정이 매우 작은 지진에서 시작하여 더 큰 지진을 유발하고, 이 과정이 본진의 단층파열이 촉발할 때까지 계단식으로 이루어지는 과정에서 전진이 발생한다. 하지만 일부 전진에 대한 분석에서는 전진은 단층 주변의 응력을 완화시키는 경향이 있다는 점도 밝혀졌다. 이러한 관점에서 전진과 여진은 동일한 과정에 속한다. 이는 한 지진의 전진 비율과 여진 비율의 관계 연구를 통해 뒷받침된다. 지진 촉발 과정(SOC 모델과 ETAS 유사 모델)에서는 단층 미끄러짐 과정에 있어 하중과정(핵형성 모델)이라고 설명하고 있다. 여기서 전진의 지진 예측 수단 가치에 대한 논쟁이 나왔는데 이는 '전진 가설'로도 알려져 있다.
판구조 운동에 의한 탄성응력변형이 점차 축적되어 단층대의 암석에서 쪼개짐이 일어나기 시작하면서, 전체 부피가 늘어나 주위의 암석들로부터 미세 균열을 통해 지하수가 침투하여 불안정한 상황이 되므로 이때 작은 지진들의 횟수가 점차 늘어나게 되어 결국 큰 지진(본진)을 동반하게 된다.

## 지진 예측의 이용
한 지역의 지진 활동 증가는 지진을 예측하는 방법으로 사용하며, 대표적인 예시로 급격한 지진 활동 증가를 증거로 사전에 사람들을 대피시켜 지진에 예측했다고 말하는 1975년 하이청 지진의 예시가 있다. 하지만 대부분의 지진에는 명백하게 '전진'이라고 볼 수 있는 특징적인 증거를 볼 수 없으며, 대부분의 미소지진은 큰 지진의 전진이 아니기 때문에 이 방법은 유용성이 입증되지 않았으며, 오경보의 가능성이 높다. 다만 해상의 주향이동단층에서 일어나는 지진은 어느 정도 반복되는 전진의 특성을 보이며 지진의 발생 확률을 대략적으로 추정할 수 있다.
과학적으로 전진을 판단하기 위해서는 수일에서 10일이 넘는 지진 활동 분석이 필요하고, 어떤 지진이 본진인지 파악하기 위해서는 여진 발생 횟수의 감쇠와 그 분포를 알아야 한다. 여진 횟수의 감쇠 정도는 통계적 모델인 수정 오모리 공식을 이용하지만 지진 활동의 감쇠율이 매우 낮더라도 이것이 더 큰 본진의 징조가 아니라 군발지진일 가능성도 높다. 즉 현대 과학으로는 군발지진과 전진을 명확하게 구분할 수 있는 방법이 존재하지 않는다.

## 같이 보기
- 지진
- 본진
- 여진

## 참고 문헌
- 茂木清夫、「Some Discussions on Aftershocks, Foreshocks and Earthquake Swarms : the Fracture of a Semi-infinite Body Caused by an Inner Stress Origin and Its Relation to the Earthquake Phenomena (Third Paper) / 余震,前震,群発地震の起こりかた : 半無限体の内部力源による破壊およびそれに関連した地震発生のニ,三の問題(第3報) 」 『東京大學地震研究所彙報』 1963年 41巻 3号 p.615-658, hdl:2261/12129, ISSN 0040-8972